# Яфи, Абдалла
Абдалла Яфи (араб. عبد الله عارف اليافي‎; 7 сентября 1901, Бейрут, Османская империя — 4 ноября 1985, Бейрут, Ливан) — ливанский государственный деятель, семь раз занимавший должность премьер-министра Ливана.

## Биография
Родился в суннитской мусульманской семье. Окончил иезуитский колледж при Университете Святого Иосифа в Бейруте и в 1926 году получил докторскую степень в области права в парижской Сорбонне по теме «Правовой статус женщины в исламском законодательстве», став первым арабским докторантом престижного учебного заведения. Был президентом Арабской ассоциации студентов, активно выступал против французского мандата на Ливан, за что был арестован, но отпущен через несколько дней. С 1926 года работал в качестве адвоката и как журналист.
В 1937 году был избран в городской совет Бейрута,
- 1938—1939 гг. — премьер-министр и министр юстиции подмандатного Франции правительства Ливана,
- 1943 г. — вернулся в городской совет Бейрута, в 1944 г. — член ливанской делегации в Подготовительной конференции по созданию Лиги арабских государств (1945), представлял Ливан на конференции в Сан-Франциско, на которой была основана ООН,
- 1946—1947 гг. — министр юстиции,
- 1951—1952 и сентябрь 1952 г. — премьер-министр и министр внутренних дел Ливана,
- 1953—1954 гг. — премьер-министр Ливана и одновременно министр внутренних дел, обороны, министр информации и министр финансов,
- март-ноябрь 1956 г. — вновь премьер-мининстр Ливана. Ушёл в отставку после того как президент Камиль Шамун,Нимр во время англо-франко-израильской интервенции в Египте отказался разорвать дипломатические отношения с Францией и Великобританией
- 1957 г. — активный участник коалиции «Фронт национального объединения», деятельность которой привела к гражданской войне, интервенции США и отставке президента Шамуна в 1958.

Затем до 1965 года ушёл из политической жизни, после чего был назначен на должность министра финансов,
- апрель-декабрь 1966 гг. — премьер-министр Ливана и одновременно министр внутренних дел, министр информации и министр планирования. Обещал проводить либеральную экономическую политику, однако через несколько месяцев был вынужден уйти в отставку в рамках кампании по борьбе с коррупцией,
- 1966—1968 гг. — министр финансов,
- 1968—1969 гг. — премьер-министр Ливана, министр внутренних дел, министр обороны, министр информации, министр планирования, министр социальных дел и министр образования. Ушёл в отставку после захвата в конце декабря 1968 года бейрутского аэропорта силами израильских коммандос.

В 1974 году президент Франжье в очередной раз предложил политику сформировать кабинет министров, но тот ответил отказом.
Являлся активным борцом за права женщин. В 1952 году возглавляемый им кабинет проголосовал за предоставление избирательного права женщинам с 21 года, обладающим начальным образованием, через несколько месяцев этот закон был принят парламентом. Кроме того, был известен как принципиальный противник коррупции.